# (24749) Grebel
(24749) Grebel – planetoida z pasa głównego asteroid okrążająca Słońce w ciągu 5 lat i 263 dni w średniej odległości 3,2 j.a. Została odkryta 24 września 1992 roku w Karl Schwarzschild Observatory w Tautenburgu przez Lutza Schmadela i Freimuta Börngena. Nazwa planetoidy pochodzi od Evy Grebel (ur. 1966), niemieckiej astronom, profesor na Uniwersytecie w Heidelbergu, a od 2007 roku dyrektora w Astronomisches Rechen-Institut. Została zaproponowana przez Lutza Schmadela. Przed nadaniem nazwy planetoida nosiła oznaczenie tymczasowe (24749) 1992 SM17.